# Карлман (Каролинги)
Вижте пояснителната страница за други личности с името Карлман.
Карлман (Karlmann; * 706 – 716, † 17 юли 754, Виен) е от 742 до 747 майордом на франките от династията на Каролингите.

## Биография
Той е най-възрастният син на Карл Мартел и първатата му съпруга Ротруда.
След смъртта на Карл Мартел през 741 г. франкското царство се разделя между двата му сина от първия брак Карлман и Пипин Млади. Карлман става майордом в Австразия, Алемания и Тюрингия, а Пипин в Неустрия, Бургундия и Прованс. Срещу тях въстава неполучилият наследство техен полубрат Грифон от втория брак на Карл Марлел със Сванхилда. Те го затварят в манастир. През 747 г. Карлман предава своите земи на Пипин и отива в манастирите Монтекасино и Монте Сорате. Погребан е в Монтекасино.
Карлман има син, Дрогон, който се споменава 747 – 753 г. като майордом на Австразия и още шест други синове, които през 754 г., след смъртта на баща им, са заведени в манастир по заповед на чичо им.